# Chicago-Marathon 1977
| 1. Chicago-Marathon | 1. Chicago-Marathon           |
| ------------------- | ----------------------------- |
| Stadt               | Chicago, Vereinigte Staaten   |
| Datum               | 25. September 1977            |
| Distanz             | 42,195 Kilometer              |
| Sieger              |                               |
| Männer              | Dan Cloeter (2:17:52 h)       |
| Frauen              | Dorothy Doolittle (2:50:47 h) |
|                     | Chicago-Marathon 1978 →       |
| Website             | Offizielle Website            |

Der Chicago-Marathon 1977 (offiziell: Mayor Daley Chicago Marathon 1977) war die 1. Ausgabe der jährlich stattfindenden Laufveranstaltung in Chicago, Vereinigte Staaten. Der Marathon fand am 25. September 1977 statt.
Bei den Männern gewann Dan Cloeter in 2:17:52 h, bei den Frauen Dorothy Doolittle in 2:50:47 h.

## Ergebnisse

### Männer
| Platz | Athlet           | Land               | Zeit (h) |
| ----- | ---------------- | ------------------ | -------- |
| 01    | Dan Cloeter      | Vereinigte Staaten | 2:17:52  |
| 02    | Jim Macnider     | Vereinigte Staaten | 2:22:49  |
| 03    | Dave Elger       | Vereinigte Staaten | 2:25:25  |
| 04    | Steven Flanagan  | Vereinigte Staaten | 2:26:47  |
| 05    | Gary Barrett     | Vereinigte Staaten | 2:27:41  |
| 06    | Walter Crawford  | Vereinigte Staaten | 2:28:00  |
| 07    | Patrick Davis    | Vereinigte Staaten | 2:30:18  |
| 08    | Ken Burke        | Vereinigte Staaten | 2:30:30  |
| 09    | Roger Rouiller   | Vereinigte Staaten | 2:31:58  |
| 10    | William Van Dyke | Vereinigte Staaten | 2:32:49  |

### Frauen
| Platz | Athletin          | Land               | Zeit (h) |
| ----- | ----------------- | ------------------ | -------- |
| 01    | Dorothy Doolittle | Vereinigte Staaten | 2:50:47  |
| 02    | Marilyn Bevans    | Vereinigte Staaten | 2:54:56  |
| 03    | Lynn Johnson      | Vereinigte Staaten | 2:58:53  |
| 04    | Cheryl Flanagan   | Vereinigte Staaten | 2:58:53  |
| 05    | Penny DeMoss      | Vereinigte Staaten | 3:10:37  |
| 06    | Ellen O’Malley    | Vereinigte Staaten | 3:11:04  |
| 07    | Sue Ellen Trapp   | Vereinigte Staaten | 3:14:09  |
| 08    | Mary Burns        | Vereinigte Staaten | 3:15:31  |
| 09    | Diana McIntosh    | Vereinigte Staaten | 3:30:36  |
| 10    | Andrea Arena      | Italien            | 3:33:42  |